# ISS-Expedition 65
ISS-Expedition 65 ist die Missionsbezeichnung für die 65. Langzeitbesatzung der Internationalen Raumstation (ISS). Die Mission begann mit dem Abkoppeln des Raumschiffs Sojus MS-17 von der ISS am 17. April 2021 und wurde mit dem Abkoppeln von Sojus MS-18 am 17. Oktober 2021 beendet.

## Mannschaft

### Hauptbesatzung
| Flug          | Besatzung                                               | 17 – 24 April 2021 | 24 April – 2 May 2021 | 2 May – 4 October 2021 | 4 – 5 October 2021 | 5 – 17 October 2021 |
| ------------- | ------------------------------------------------------- | ------------------ | --------------------- | ---------------------- | ------------------ | ------------------- |
| Sojus MS-18   | Oleg Nowizki, Roskosmos 3. Raumflug                     | Bordingenieur      | Bordingenieur         | Bordingenieur          | Bordingenieur      | Bordingenieur       |
| Sojus MS-18   | Pjotr Dubrow, Roskosmos 1. Raumflug                     | Bordingenieur      | Bordingenieur         | Bordingenieur          | Bordingenieur      | Bordingenieur       |
| Sojus MS-18   | Mark Vande Hei, NASA 2. Raumflug                        | Bordingenieur      | Bordingenieur         | Bordingenieur          | Bordingenieur      | Bordingenieur       |
| SpaceX Crew-1 | Michael S. Hopkins, NASA 2. Raumflug                    | Bordingenieur      | Bordingenieur         | Nicht an Bord          | Nicht an Bord      | Nicht an Bord       |
| SpaceX Crew-1 | Victor J. Glover, NASA 1. Raumflug                      | Bordingenieur      | Bordingenieur         | Nicht an Bord          | Nicht an Bord      | Nicht an Bord       |
| SpaceX Crew-1 | Soichi Noguchi, JAXA 3. Raumflug                        | Bordingenieur      | Bordingenieur         | Nicht an Bord          | Nicht an Bord      | Nicht an Bord       |
| SpaceX Crew-1 | Shannon Walker, NASA 2. Raumflug                        | Kommandant         | Kommandant            | Nicht an Bord          | Nicht an Bord      | Nicht an Bord       |
| SpaceX Crew-2 | Shane Kimbrough, NASA 3. Raumflug                       | Nicht an Bord      | Bordingenieur         | Bordingenieur          | Bordingenieur      | Bordingenieur       |
| SpaceX Crew-2 | Megan McArthur, NASA 2. Raumflug                        | Nicht an Bord      | Bordingenieur         | Bordingenieur          | Bordingenieur      | Bordingenieur       |
| SpaceX Crew-2 | Akihiko Hoshide, JAXA 3. Raumflug                       | Nicht an Bord      | Bordingenieur         | Kommandant             | Bordingenieur      | Bordingenieur       |
| SpaceX Crew-2 | Thomas Pesquet, ESA 2. Raumflug                         | Nicht an Bord      | Bordingenieur         | Bordingenieur          | Kommandant         | Kommandant          |
| Sojus MS-19   | Anton Nikolajewitsch Schkaplerow, Roskosmos 4. Raumflug | Nicht an Bord      | Nicht an Bord         | Nicht an Bord          | Nicht an Bord      | Bordingenieur       |

Da Akihiko Hoshide erst nach Expeditionsbeginn eintraf, übernahm zuvor die Expedition-64-Teilnehmerin Shannon Walker kurz das Kommando über die Expedition 65. Am 4. Oktober wechselte das Kommando nochmals, sodass Frankreich mit Thomas Pesquet erstmals den ISS-Kommandanten stellt.

### Ersatzmannschaft
Seit Expedition 20 wird wegen des permanenten Trainings für die Besatzungen keine offizielle Ersatzmannschaft mehr bekanntgegeben. Inoffiziell gelten die Backup-Crews der jeweiligen Zubringerraumschiffe (siehe dort) als Ersatzmannschaft. In der Regel kommen diese Crews dann jeweils zwei Missionen später selbst zum Einsatz.